# Autoridad Binacional Autónoma del Sistema Hídrico TDPS
Autoridad Binacional Autónoma del Sistema Hídrico del Lago Titicaca, Rio Desaguadero, Lago Poopó y Salar de Coipasa, o ALT es un organismo binacional autónomo del Sistema TDPS que promueve e implementa programas y proyectos, dicta y hace cumplir normas relacionadas con el ordenamiento, manejo, control y protección de los recursos hídricos e hidrobiológicos en el ámbito de su influencia. 

## Formación
Notas Reversales del 29 de mayo de 1996, mediante el cual el ministerio de relaciones exteriores de la República del Perú honra proponer la aprobación del Estatuto y el Reglamento de Manejo Económico y Financiero de la Autoridad Binacional dependiente orgánicamente de los ministerios de relaciones exteriores de ambos países encargada de la ejecución del Plan Director Binacional del sistema del Lago Titicaca, Río Desaguadero, Lago Poopó y Salar de Coipasa (TDPS).
Notas Reversales del 29 de mayo de 1996, mediante el cual, la cancillería de la república de Bolivia acepta la nota reversal y queda establecido el marco de su funcionamiento; incluyéndose: 
- La duración de la ALT es de carácter indefinido.
- La sede de la ALT estará en la ciudad de La Paz, Bolivia, y el presidente ejecutivo será de nacionalidad peruana.

## Presidentes Ejecutivos
- 1996 - 2006  Ing. Amilcare Gaita Zanatti, inició las primeras acciones orientadas al sistema de regulación del Sistema TDPS con la implementación de la Obra de Regulación del Lago Titicaca y el Dragado del Río Desaguadero.
- 2006 - 2011 Ing. Julián Isaac Barra Catacora, Durante su gestión se implementó las acciones de continuidad del sistema de regulación del Lago Titicaca y los avances en el proceso de descontaminación de la Bahía Interior de Puno y la Bahía de Cohana mediante la cosecha mecánica de lenteja de agua (Lemna SP) y la regeneración y restauración de las calidad de aguas con la instalación de aireadores.
- 2011 - 2012 Ing. Jorge Peña Méndez, se inició con la adaptación de la estructura de funcionamiento de la ALT a las nuevas exigencias.
- 2013 - 2017 Ing. M.Sc. Alfredo Mamani Salinas. Diseñó y desarrolló la estrategia para la prevención y recuperación de los ecosistemas contaminados del lago Titicaca con implementación de los proyectos piloto SIGAR, PITAR, BELU y RECONT, con características de ser replicables y escalables, lo que dio lugar al proyecto Instalación de 10 PTARs. Se coordinó y realizó la Batimetría del Lago Titicaca, después de 40 años, con participación de especialistas de Perú y Bolivia. Se diseñó y desarrolló la estrategia para protección de los recursos hidrobiológicos del Sistema TDPS (Titicaca, Desaguadero, Lago Poopó  y Salar de Coipasa) con implementación de los proyectos piloto REINA, FOMCAP, PROCAP y PESCART. Se promovió y realizó Expediciones Científicas de Evaluación de Recursos Pesqueros (ECERP), con participación de instituciones de Perú, Bolivia y Francia. Se instaló el sistema GeoTitica, para divulgar y compartir información técnica del TDPS. .
- 2017 - Hasta la fecha, el Lic. Juan José Ocola Salazar, además de las funciones, tiene como encargo la actualización del Plan Director Global Binacional y la modificación de los documentos normativos de la entidad.